# Треви (район)

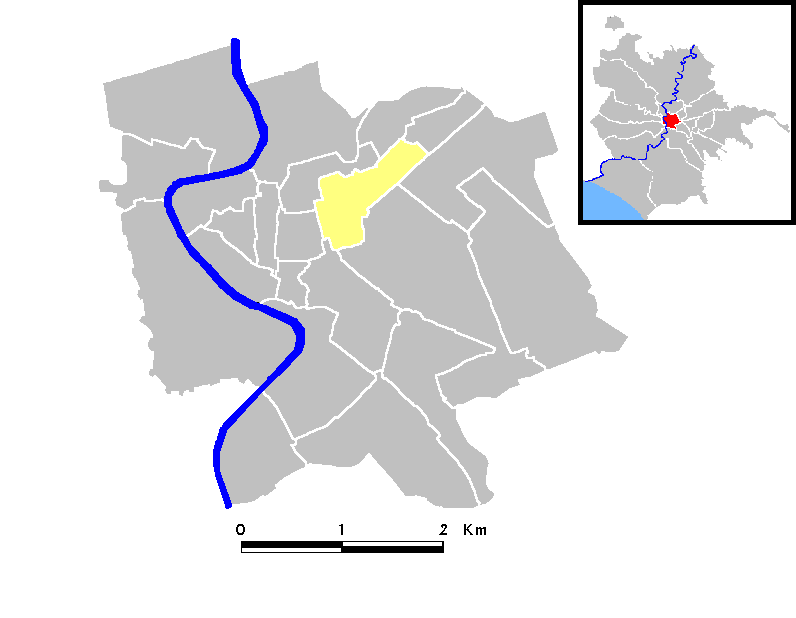
Треви на карте Рима

Треви (итал. Trevi) — второй (R. II) район Рима. Происхождение названия доподлинно не известно, но существует гипотеза, что оно происходит от латинского «trivium», означавшего три улицы, ведущие к Пьяцца-деи-Крочифери (Piazza dei Crociferi), которая находится рядом с современной площадью Треви. Гербом района являются три шпаги на красном фоне.

## История

Герб Треви

Этот район во времена Римской республики входил в состав III района, а во времена Римской империи был разделён между районами VI Alta Semita и VII Via Lata. В Древнем Риме Треви был застроен в основном частными домами и редкими монументальными зданиями. Ещё с древности район был разделён на две части: нижнюю, расположенную около реки, и верхнюю, холмистую. Нижняя часть служила центром общественной жизни города, в то время как в верхней части были в основном частные дома зажиточных горожан.

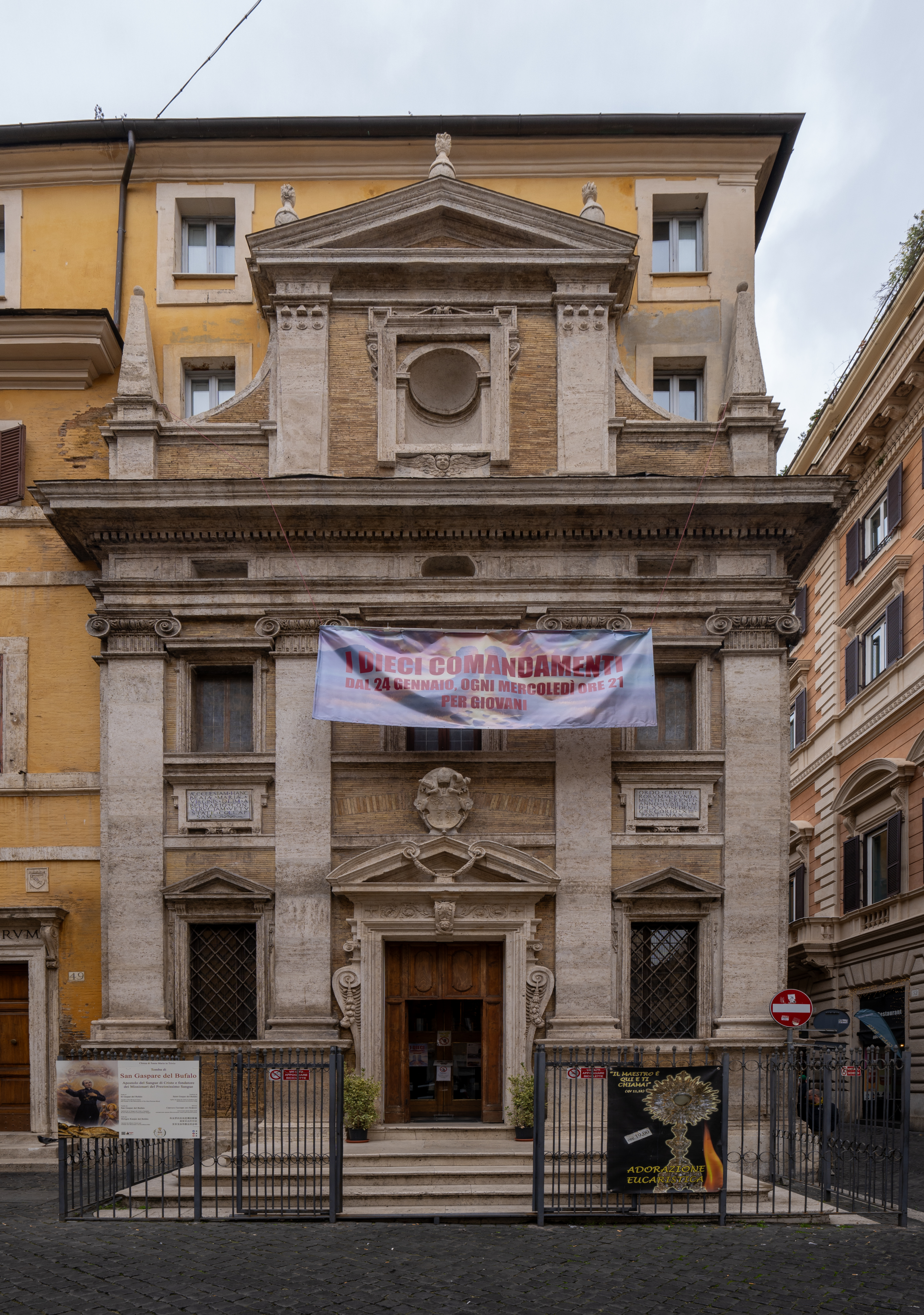
Пьяцца-деи-Крочифери

После падения Римской империи население верхней части Треви стало сокращаться, большинство обитателей района сосредоточилось в нижней части, где продолжали строиться новые здания, в то время как строительство на холмах в Треви практически прекратилось до Эпохи Возрождения.
К началу XVII века, с постройкой улиц, церквей и фонтанов, Треви стал довольно густонаселённым районом, чей облик не менялся вплоть до конца XIX века. Тогда же Квиринальский холм, частично изолированный от густонаселённых кварталов Треви, постепенно превращался в центр государственной власти благодаря строительству множества дворцов, принадлежавших Папе римскому.
В 1811 году, во времена Наполеона, было решено превратить Квиринал в настоящий центр имперской власти, но этому проекту не было суждено воплотиться в жизнь из-за падения наполеоновского режима. Однако данная идея была частично реализована во время создания градостроительного плана Рима после 1870 года. И по сей день здания многих итальянских министерств находятся в Треви.

## Достопримечательности

### Площади
- Piazza Barberini
- Piazza della Madonna di Loreto
- Piazza dell’Oratorio
- Piazza della Pilotta
- Piazza Poli
- Piazza del Quirinale
- Piazza SS.Apostoli
- Piazza S.Bernardo
- Piazza S.Marcello
- Piazza S.Silvestro
- Largo di S.Susanna
- Piazza Scanderbeg

### Улицы
- Via dell’Archetto
- Via in Arcione
- Vicolo in Arcione
- Via degli Avignonesi
- Vicolo del Babuccio
- Via Barberini
- Vicolo Barberini
- Via del Basilico
- Via C.Battisti
- Via del Boccaccio
- Via del Carmine
- Via della Cordonata
- Корсо / Via del Corso
- Via dei Crociferi
- Via della Dataria
- Via dei Fornari
- Vicolo del Forno
- Vicolo del Gallinaccio
- Via dei Giardini
- Via del Lavatore
- Via dei Lucchesi
- Via Magnanapoli
- Via del Mancino
- Via dei Maroniti
- Vicolo dei Maroniti
- Via M.Minghetti
- Vicolo dei Modelli
- Salita di Monte Cavallo
- Salita di S.Nicola da Tolentino
- Vicolo del Monticello
- Via del Mortaro
- Via delle Muratte
- Via della Panetteria
- Via della Pilotta
- Vicolo del Piombo
- Via Poli
- Vicolo del Puttarello
- Via delle Quattro Fontane
- Via Quattro Novembre
- Via del Quirinale
- Via Rasella
- Via dei Sabini
- Via dei SS.Apostoli
- Via di S.Basilio
- Vicolo di S.Bernardo
- Via di S.Eufemia
- Via di S.Marcello
- Via di S.Maria in Via
- Via dello Scalone
- Vicolo Scanderbeg
- Vicolo Scavolino
- Galleria Sciarra
- Vicolo Sciarra
- Via dei Serviti
- Via delle Scuderie
- Galleria A.Sordi
- Via della Stamperia
- Via del Traforo
- Via delle Tre Cannelle
- Via del Tritone
- Via dell’Umiltà
- Vicolo dell’Umiltà
- Via del Vaccaro
- Via Venti Settembre
- Via Ventiquattro Maggio
- Via delle Vergini

### Здания
- Палаццо Барберини / Palazzo Barberini
- Palazzo del Bufalo
- Palazzo Chigi-Odescalchi
- Palazzo della Consulta
- Palazzo Colonna
- Palazzo Gentili del Drago
- Palazzo Mancini
- Palazzo Mengarini
- Palazzo Poli
- Квиринальский дворец / Palazzo del Quirinale
- Palazzo di Propaganda Fide
- Palazzo Valentini

### Церкви
- Сан-Марчелло-аль-Корсо / San Marcello al Corso
- Oratorio del Crocifisso
- Madonna dell’Archetto
- Санти-Апостоли / Santi Apostoli
- Santa Maria di Loreto
- Santissimo Nome di Maria
- Santa Maria del Carmine alle Tre Cannelle
- Santa Croce e San Bonaventura dei Lucchesi
- Santa Maria dell’Umiltà
- Santa Rita da Cascia alle Vergini
- Santi Vincenzo e Anastasio
- Santa Maria in Trivio
- Oratorio del Santissimo Sacramento (Roma)
- Santa Maria in Via
- Santi Claudio e Andrea dei Borgognoni
- San Basilio agli Orti Sallustiani
- San Pietro Canisio agli Orti Sallustiani
- San Nicola da Tolentino
- Санта-Сузанна / Santa Susanna
- San Silvestro al Quirinale
- Sant’Andrea degli Scozzesi (Via delle Quattro Fontane)
- Saint Andrew’s Church of Scotland (Via XX Settembre)
- Santi Angeli Custodi al Tritone (scomparsa)
- San Giovanni della Ficozza (sconsacrata)
- Chiesa evangelica valdese in Trevi

### Другие монументы
- Фонтан Треви / Fontana di Trevi
- Фонтан Тритона / Fontana del Tritone
- Четыре фонтана / Le Quattro Fontane